# با سپاس (آلبوم کالی اوچیس)
با سپاس، (به انگلیسی: Sincerely,) پنجمین آلبوم استودیویی از خوانندهٔ آمریکایی کالی اوچیس می‌باشد که در ۹ مهٔ سال ۲۰۲۵ از سوی کپیتال رکوردز منتشر گردید.